# Leon Musayev
Leon Narimanovich Musayev (en russe : Леон Нариманович Мусаев), né le 25 janvier 1999 à Saint-Pétersbourg en Russie, est un footballeur russe. Il joue au poste de milieu offensif au Rubin Kazan.

## Biographie

### Carrière en club
Natif de Saint-Pétersbourg en Russie, Leon Musayev est formé par le club de sa ville natale, le Zénith Saint-Pétersbourg. Il joue son premier match en équipe première le 21 février 2019, lors d'une rencontre de Ligue Europa face au Fenerbahçe SK. Il entre en jeu à la place d'Artyom Dziouba lors de cette rencontre remportée par son équipe (3-1). Le 14 avril 2019 il fait sa première apparition en Premier-Liga face au FK Anji Makhatchkala (victoire 5-0 du Zénith).
Il devient champion de Russie en 2019-2020.
Le 24 novembre 2020 il joue son premier match de Ligue des champions, face à la Lazio de Rome. Il entre en jeu à la place d'Andreï Mostovoï et son équipe s'incline ce jour-là (3-1).
À la fin du mois de janvier 2021, en pleine trêve hivernale, Musayev est transféré au Rubin Kazan dans le cadre d'un contrat de cinq ans.

### Carrière internationale
Leon Musayev représente l'équipe de Russie des moins de 19 ans à trois reprises en 2017.
Le 22 mars 2019, Leon Musayev joue son premier match avec l'équipe de Russie espoirs face à la Suède (2-0 pour les Russes).

## Statistiques
| Saison                | Club                       | Championnat           | Championnat | Championnat | Coupe(s) nationale(s) | Coupe(s) nationale(s) | Compétition(s) continentale(s) | Compétition(s) continentale(s) | Compétition(s) continentale(s) | Total | Total |
| Saison                | Club                       | Division              | M.          | B.          | M.                    | B.                    | Comp.                          | M.                             | B.                             | M.    | B.    |
| 2016-2017             | Zénith-2 Saint-Pétersbourg | D2                    | 8           | 0           | -                     | -                     | -                              | -                              | -                              | 8     | 0     |
| 2017-2018             | Zénith-2 Saint-Pétersbourg | D2                    | 21          | 0           | -                     | -                     | -                              | -                              | -                              | 21    | 0     |
| 2018-2019             | Zénith-2 Saint-Pétersbourg | D2                    | 26          | 1           | -                     | -                     | -                              | -                              | -                              | 26    | 1     |
| 2019-2020             | Zénith-2 Saint-Pétersbourg | D3                    | 13          | 2           | -                     | -                     | -                              | -                              | -                              | 13    | 2     |
| 2020-2021             | Zénith-2 Saint-Pétersbourg | D3                    | 4           | 0           | -                     | -                     | -                              | -                              | -                              | 4     | 0     |
| Sous-total            | Sous-total                 | Sous-total            | 72          | 3           | -                     | -                     | -                              | -                              | -                              | 72    | 3     |
| 2018-2019             | Zénith Saint-Pétersbourg   | D1                    | 4           | 0           | -                     | -                     | C3                             | 1                              | 0                              | 5     | 0     |
| 2019-2020             | Zénith Saint-Pétersbourg   | D1                    | 9           | 0           | 1                     | 0                     | -                              | -                              | -                              | 10    | 0     |
| 2020-2021             | Zénith Saint-Pétersbourg   | D1                    | 3           | 0           | 1                     | 0                     | C1                             | 2                              | 0                              | 6     | 0     |
| Sous-total            | Sous-total                 | Sous-total            | 16          | 0           | 2                     | 0                     | -                              | 3                              | 0                              | 21    | 0     |
| 2020-2021             | Rubin Kazan                | D1                    | 10          | 0           | -                     | -                     | -                              | -                              | -                              | 10    | 0     |
| 2021-2022             | Rubin Kazan                | D1                    | 16          | 0           | 2                     | 0                     | C4                             | 2                              | 0                              | 20    | 0     |
| 2022-2023             | Rubin Kazan                | D2                    | 8           | 2           | -                     | -                     | -                              | -                              | -                              | 8     | 2     |
| Sous-total            | Sous-total                 | Sous-total            | 34          | 2           | 2                     | 0                     | -                              | 2                              | 0                              | 38    | 2     |
| Total sur la carrière | Total sur la carrière      | Total sur la carrière | 122         | 5           | 4                     | 0                     | -                              | 5                              | 0                              | 131   | 5     |

## Vie personnelle
Le père de Leon Musayev est originaire du Daghestan. Son prénom lui a été donné en référence au personnage de Jean Reno dans le film Léon.

## Palmarès
Zénith Saint-Pétersbourg
- Championnat de Russie (1) :
  - Champion : 2019-20.
- Supercoupe de Russie (1) :
  - Vainqueu : 2020.